# Fromhold Jan Wolff
Fromhold Jan Wolff von Ludinghausen herbu własnego (zm. 20 grudnia 1665 roku) – generał artylerii koronnej w latach 1660–1665, ciwun persztuński, starosta dyneburski w latach 1649–1665, oberszter gwardii pieszej królewskiej. W 1649 roku brał udział w bitwie pod Zborowem podczas Powstania Chmielnickiego. 
W czasie wojny polsko-rosyjskiej 1654–1667
regiment piechoty Fromholda Wolfa wchodził w skład posiłkowego korpusu wojsk koronnych na terenie Wielkiego Księstwa Litewskiego.
Poseł województwa inflanckiego na sejm 1661 roku. 